# Brachypanorpa
Brachypanorpa is een geslacht van schorpioenvliegen (Mecoptera) uit de familie Panorpodidae. 

## Soorten
Brachypanorpa omvat de volgende soorten:
- Brachypanorpa carolinensis (Banks, 1905)
- Brachypanorpa jeffersoni Byers , 1976
- Brachypanorpa montana Carpenter, 1931
- Brachypanorpa oregonensis (McLachlan, 1881)
- Brachypanorpa sacajawea Byers, 1990